# Disclaimer
Der englische Begriff Disclaimer wird im Internetrecht als Fachausdruck für einen Haftungsausschluss verwendet. Dabei kommen Disclaimer vorwiegend in E-Mails und auf Webseiten vor. Er stammt ursprünglich vom englischen „to disclaim“ ab, was so viel bedeutet wie „abstreiten“ oder „in Abrede stellen“.

## E-Mail-Disclaimer
E-Mail-Disclaimer enthalten häufig den Hinweis, dass der Leser die betreffende E-Mail als hinfällig betrachten oder wahlweise zurück an den Absender beziehungsweise den gewünschten Empfänger senden soll, sollte es sich um einen Irrläufer handeln. 
E-Mail-Disclaimer sind nach herrschender Meinung juristisch unwirksam. Dies begründet sich aus zwei Umständen:
Erstens ist es sehr schwierig, einen Dritten zu veranlassen, Gelesenes zu vergessen. Zweitens würde es sich bei diesen Disclaimern nach überwiegender Ansicht um AGB handeln. Allerdings müssten diese vor dem Öffnen der E-Mail dem Adressaten zugänglich gemacht worden sein, damit der Empfänger die Möglichkeit hat, vor dem Lesen der Nachricht diesem Disclaimer zuzustimmen. Ansonsten sind sie kein Vertragsbestandteil, nicht mal eine stillschweigende Vereinbarung. Meistens befinden sich solche Textabschnitte erst unterhalb des Inhaltes einer Nachricht, was jegliche rechtliche Relevanz ausschließt.
Ein Disclaimer schützt die Vertraulichkeit folglich nicht. Es kann jedoch ein Schutz vor Veröffentlichung durch andere Gesetze bestehen. Dieser kann beispielsweise durch den Urheberrechtsschutz (längerer E-Mail-Text mit origineller Prägung oder schöpferischer Qualität) gegeben sein oder die Anwendbarkeit von Datenschutzvorschriften.
Der Disclaimer hat nichts mit der in Deutschland gesetzlich für Geschäftsleute vorgeschriebenen Signatur zu tun. Zu elektronischen Nachrichten im geschäftlichen Verkehr gehören Pflichtangaben, da sie als Handelsbriefe gelten. Zu diesen Hinweispflichten gehören ausdrücklich keine Disclaimer.

## Website-Disclaimer
Um zu vermeiden, für gesetzte Links haftbar gemacht zu werden, findet sich auf zahlreichen Homepages deutscher Betreiber ein Hinweis auf das Urteil vom 12. Mai 1998 des Landgerichts Hamburg mit dem Aktenzeichen: 312 O 85/98. Unter Berufung auf dieses Urteil wird behauptet, man müsse sich von allen Links distanzieren, um nicht dafür haftbar zu sein.
Derartige Disclaimer schützen jedoch nicht vor juristischen Folgen, siehe unter „Rechtliche Bewertung“.

### Gründe für Distanzierungen
Distanziert man sich von Links, so stellt sich die Frage, warum man sie überhaupt angibt. Ein Link stellt eine Empfehlung oder die Angabe einer Quelle dar. Von erster ist eine Distanzierung kaum möglich, von zweiter distanziert sich in aller Regel bereits der zugehörige Text.
Gründe, sich von verlinkten Inhalten zu distanzieren, diesen jedoch in der Nachricht zu belassen, kann es allerdings mehrere geben:
- auf der verlinkten Seite gibt es viele interessante Informationen, welche überwiegen
- Unsicherheit, ob die verlinkten Informationen straf- bzw. zivilrechtlich zu beanstanden sind
- Verlinkung ohne Durchsicht aller Microsites des verlinkten Webauftritts
- mögliche zwischenzeitliche Änderungen auf der verlinkten Seite

Der letzte Punkt der Aufzählung dürfte dabei zugleich der wichtigste sein. Da die verlinkte Seite nicht unter der eigenen Verwaltung steht, hat man somit keinerlei Kontrolle, ob der entsprechende Inhalt später rechtlich bedenkliche Textpassagen enthält.

### Rechtliche Bewertung
In rechtlicher Hinsicht ist ein solcher Disclaimer unhaltbar. Insbesondere wird das Urteil des Landgerichts Hamburg fehlzitiert:
Die Richter entschieden dabei in einem konkreten Fall, dass der bloße Hinweis darauf, dass der Linksetzer keine Haftung für eventuelle Rechtsverletzungen auf der Zielseite übernehmen wolle, nicht genügt. Der Beklagte hatte in einer Zusammenstellung von Hyperlinks ausschließlich auf Seiten mit ehrverletzenden Äußerungen über den Kläger verlinkt. Nach Ansicht des Gerichts wurde durch den Gesamtkontext erkennbar, dass er sich diese Äußerungen zu eigen mache. Durch seine Erklärung, er hafte nicht, ändere sich daran nichts.
Das Urteil basiert dabei auf dem allgemeinen Grundsatz, dass bestehende gesetzliche Haftungen nicht einseitig durch denjenigen, der eine Verletzungshandlung begeht, ausgeschlossen werden können. Allerdings ist die Entscheidung ganz überwiegend dahingehend interpretiert worden, dass man sich nun durch eine weitergehende (verbale) Erklärung auch vom Inhalt der Linkziele distanzieren müsse.
Im entschiedenen Fall hatte der Linksetzer aber selbst auf seiner Seite in ähnlicher Weise argumentiert, wie es auch auf der Seite geschah, auf die sein Link verwies. Folglich ist es naheliegend anzunehmen, dass der Autor der Ausgangsseite sich auch den Inhalt der Zielseite zu eigen machte. Daher stellte seine Haftungsfreistellungsklärung keine glaubhafte Distanzierung dar.
Das aktuelle Telemediengesetz normiert nach Ansicht vieler Autoren eine Haftungsprivilegierung in den §§ 8 und 9 für die Fälle, in denen der Linksetzer keine positive Kenntnis von unerlaubten Inhalten hatte, allerdings nur dann, wenn sich der Seitenbetreiber die Inhalte der Links nicht zu eigen macht. „Zu eigen machen“ heißt, den Eindruck zu erwecken, es handle sich um eigene Aussagen. Das lässt sich unter anderem durch entsprechende Darstellung der Links ausdrücken.
Die Online-Enzyklopädie Wikipedia zum Beispiel markiert externe Links besonders. Der Bundesgerichtshof entschied jedoch mit Urteil vom 17. Juli 2003, AZ: I ZR 259/00 – Paperboy, dass die früher in § 5 Telemediengesetz geregelten Haftungsfreistellungen, denen die heutigen §§ 8 und 9 entsprechen, weder unmittelbar noch analog auf das Setzen von Hyperlinks anwendbar sind, da der Gesetzgeber bei der Novellierung des Teledienstegesetzes die Haftung für Hyperlinks bewusst nicht regeln wollte.
Daher ist die Rechtslage weiterhin ungeklärt. Dies betrifft vor allem die Frage, ob auch eine fahrlässige Haftung in Betracht kommt, wenn der Hyperlink ursprünglich auf ein rechtlich unbedenkliches Dokument verwies, das ohne Wissen des Linksetzers geändert wurde und nunmehr einen rechtswidrigen Inhalt hat.
Das Oberlandesgericht München vertrat in einem Urteil vom 15. März 2002, Az. 21 U 1914/02 die Auffassung, dass das Setzen eines Hyperlinks eine Gefahrenquelle eröffne und der Linksetzer daher verpflichtet sei, auch nach dem Setzen des Hyperlinks zu überprüfen, auf welche Inhalte der Hyperlink verweist. Mit Urteil vom 30. März 2006 entschied der Bundesgerichtshof, AZ: I ZR 24/03, dass Disclaimer auf Webseiten jedoch grundsätzlich zu beachten sind, solange sie ernst gemeint und gut sichtbar für den Nutzer angebracht sind.
Nach Ansicht des BGH kann der Werbende das Verbreitungsgebiet der Werbung im Internet durch einen Disclaimer einschränken, in dem er ankündigt, Adressaten in einem bestimmten Land nicht zu beliefern. Um wirksam zu sein, muss dieser Disclaimer eindeutig gestaltet und aufgrund seiner Aufmachung als ernst gemeint aufzufassen sein und vom Werbenden auch tatsächlich beachtet werden.

### Technischer Ansatz zur Vermeidung der Zurechnung fremder Ansichten
Den bisherigen Ausführungen des Artikels folgend und die Aussage der uneinheitlichen Rechtsprechung berücksichtigend bestehen unter anderem folgende Möglichkeiten, um beim Setzen von Links eine möglichst starke Trennung von eigenen und fremden Ansichten zu erreichen:
- Klare Kennzeichnung der externen Links
- Öffnen von externen Links in neuen Browser-Fenstern (allerdings macht man sich mit dieser Methode bei vielen Besuchern unbeliebt, Empfehlungen für Benutzerfreundlichkeit sprechen sich dagegen aus, ebenso die Barrierefreie-Informationstechnik-Verordnung – sie verlangt mindestens einen Hinweis auf das Öffnen eines neuen Fensters; genutzt wird ein als missbilligt eingestuftes HTML-Attribut, das in den Strict-Varianten von HTML 4.01 und XHTML 1.0 entfiel)
- Kein Setzen von „Deep-Links“, also immer auf die Startseite einer Webpräsenz verlinken (ebenfalls wenig nutzerfreundlich)
- Kennzeichnen, wann ein Link gesetzt wurde. Dieses stellt klar, dass bei einem Inhaberwechsel der verlinkten Internet-Präsenz dort auch noch der intendierte Inhalt vorhanden war und noch nicht die ggf. rechtswidrigen Inhalte. Auch bei nachträglichem Erscheinen eines rechtswidrigen Inhalts auf der verlinkten Seite kann dies ggf. vor Haftungsansprüchen schützen.[6]